# Shakargarh
Shakargarh (en ourdou : شکرگڑھ) est une ville pakistanaise, située dans le district de Narowal, dans le nord de la province du Pendjab. Elle est la capitale du tehsil éponyme.
La ville a été fondée en 1912. Elle est située à seulement quelques kilomètres de la frontière indienne et de l’État Jammu-et-Cachemire, ainsi que de la grande ville pakistanaise Sialkot. Elle se trouve également sur la rive ouest de la rivière Ravi.
La population de la ville a été multipliée par plus de quatre entre 1972 et 2017 selon les recensements officiels, passant de 20 201 habitants à 82 294. Entre 1998 et 2017, la croissance annuelle moyenne s'affiche à 2,6 %, un peu supérieure à la moyenne nationale de 2,4 %. En 2023, la population de la ville monte à 126 742 habitants.
Près de 93 % des habitants parlent le pendjabi, tandis qu'environ 6 % des habitants ont l'ourdou pour langue maternelle.
Essentiellement musulmane, la ville inclut une petite minorité chrétienne, comptant environ 1 300 fidèles, environ 1 % de la population.
Le taux d'alphabétisation de la ville s'élève à 80 % en 2023 (contre une moyenne nationale de 61 %), dont 83 % pour les hommes et 76 % pour les femmes.
|            | 1972 (rec.) | 1981 (rec.) | 1998 (rec.) | 2017 (rec.) | 2023 (rec.) |
| ---------- | ----------- | ----------- | ----------- | ----------- | ----------- |
| Population | 20 201      | 25 484      | 50 747      | 82 294      | 126 742     |